# Чај са мехурићима
Чај са мехурићима или бабл ти (познат и као чај од бисерног млека, чај са мехурићима, чај са млеком од тапиоке, боба чај или боба; кинески 波霸奶茶) је пиће на бази чаја које је настало на Тајвану раних 1980-их. Тајвански имигранти донели су га у Сједињене Америчке Државе 1990-их, у почетку у Калифорнији кроз регионе укључујући округ Лос Анђелес, али се пиће проширило и на друге земље у којима постоји велика популација источноазијске дијаспоре.
Чај са мехурићима се најчешће састоји од чаја уз лоптице тапиоке за жвакање („боба“ или „бисери“), али се може правити и са другим додацима, као што су желе од траве, алое вера, црвени пасуљ и боба. Има много варијанти и укуса, али две најпопуларније сорте су бисерни црни млечни чај и бисерно зелени чај од млека („бисер“ за куглице тапиоке на дну).
Чајеви са мехурићима спадају у две категорије: чајеви без млека и чајеви са млеком. Обе сорте долазе са избором црног, зеленог или улонг чаја као основе. Млечни чајеви обично садрже млеко у праху или свеже млеко, али могу користити и кондензовано млеко, бадемово млеко, сојино млеко или кокосово млеко.
Најстарији забележени пример овог напитка састојао се од мешавине врућег тајванског црног чаја, бисера тапиоке, кондензованог млека и сирупа (кинески: 糖漿; пињин: танг јианг) или мед. Данас се чај са мехурићима најчешће служи хладан. Бисери тапиоке који дају име чају са мехурићима првобитно су били направљени од скроба маниоке, тропског жбуна познатог по скробном корену који је увезен на Тајван из Јужне Америке током јапанске колонијалне владавине. Веће куглице или бисери (кинески: 波霸/黑珍珠; пињин: бо ба/хеи зхен зху) брзо су их заменили.
Данас постоје кафићи специјализовани за служење чаја са мехурићима. Док неки кафићи могу да служе чај са мехурићима у чаши, већина тајванских продавница чаја са мехурићима служи пиће у пластичној шољи и користи машину за затварање врха шоље загрејаним пластичним целофаном. Метода омогућава да се чај протресе у шољици за сервирање и да се не пролије док особа не буде спремна да га пије. Целофан се затим пробуши великом сламчицом, која се сада назива боба сламком, која је већа од типичне сламке за пиће.
Због своје популарности, чај са мехурићима инспирисао је разне грицкалице са укусом мехурић чаја, као што су сладолед са мехурићима и слаткиши за чај са мехурићима.
Величина тржишта чаја са мехурићима процењена је на 2,4 милијарде долара 2022. године и предвиђа се да ће достићи 4,3 милијарде долара до краја 2027. Неки од највећих глобалних ланаца мехурића чаја укључују Chatime, CoCo Fresh Tea & Juice and Gong Cha.

### Варијанте

#### Чај
Постоје многе варијанте пића које се продају,чај је обично црни, зелени, улонг чаја, а понекад и белог чаја. Друга варијација, иуениеунг, (кинески: 鴛鴦, названа по мандаринској патки) потиче из Хонг Конга и састоји се од црног чаја, кафе и млека.
Друге врсте пића укључују мешане чајне напитке. Ове варијације се често мешају са сладоледом или су смутији који садрже и чај и воће.
Постоји много популарних укуса чаја са мехурићима, као што су таро, манго, кафа и кокос. Састојци за ароматизиовање попут сирупа или праха одређују укус и обично боју мехурића чаја, док су други састојци као што су чај, млеко и боба основа.

#### Преливи
Бисери тапиоке (боба) су најчешћи састојак, иако постоје и други начини за прављење куглица које се налазе у чају са мехурићима. Бисери се разликују по боји у зависности од састојака помешаних са тапиоком. Већина бисера је црна од смеђег шећера.
Желе долази у различитим облицима: мале коцке, звездице или правоугаоне траке и укуса као што су кокосов желе, личи, желе од траве, манго, кафа и зелени чај. Пасте од азуки пасуља или мунг пасуља, типични преливи за тајванске ледене десерте, дају чају са мехурићима додатан суптилан укус као и текстуру. Алоја, пудинг од јаја (крема) и саго такође се могу наћи у многим продавницама чаја са мехурићима. Попинг боба, или куглице које имају воћне сокове или сирупе у себи, су још један популаран топинг за чај са мехурићима. Укуси укључују манго, јагоде, кокос, киви и медену дињу.
Неке продавнице нуде пену од млека или сира на врху пића, дајући пићу конзистенцију сличну оној од шлага и сланији профил укуса. Једна продавница је описала ефекат пене од сира као „неутралисање горчине чаја... и док га пијете, осећате да се враћа слаткоћа чаја“.

#### Ниво леда и шећера
Продавнице чаја са мехурићима често дају купцима могућност избора количине леда или шећера у свом пићу. Нивои шећера и леда се обично одређују ординално (нпр. без леда, мање леда, нормалан лед, више леда), у складу са кварталним интервалима (0%, 25%, 50%, 75%, 100%).

#### Паковање
У југоисточној Азији чај са мехурићима се обично пакује у пластичну шољу за понети. Нови учесници на тржишту покушали су да разликују своје производе паковањем у боце и друге облике. Неки су користили запечаћене пластичне кесе. Ипак, пластична чаша за понети са запечаћеним поклопцем је и даље најчешћи метод паковања.

#### Начин припреме
Традиционални начин припреме чаја са мехурићем је да се састојци (шећер, прах и друге ароме) помешају заједно користећи шољу за мешање чаја, ручно.
Многе данашње продавнице чаја са мехурићима користе машину за мешање чаја. Ово елиминише потребу да људи ручно протресу пиће. Такође смањује потребе за особљем јер један бариста може припремити више шољица чаја са мехурићима.
Једна продавница чаја са мехурићима на Тајвану, названа Јху Донг Ауто Теа, прави чај са мехурићима у потпуности без ручног рада. Све фазе процеса продаје чаја са мехурићима, од наручивања, преко прављења, до преузимања, потпуно су аутоматизоване.

## Историја
Млеко и шећер су додавани чају на Тајвану од холандске колонизације Тајвана 1624–1662.
Постоје две конкурентске приче за објашњење како је откривен чај са мехурићима. Једна је повезана са чајном собом (春水堂人文茶館) у Тајчунгу. Његов оснивач, Лиу Хан-Чие, почео је да служи кинески чај хладан након што је приметио да се кафа сервира хладна у Јапану док је био у посети 1980-их. Нови стил послуживања чаја покренуо је  посао и основано је више ланаца који служе ову врсту чаја. Менаџер развоја производа компаније, Лин Хсиу Хуи, рекла је да је направила први чај са мехурићима 1988. године када је сипала куглице тапиоке у свој чај током састанка особља и охрабрила друге да га пију. Пиће је наишло на добар пријем од стране свих на састанку, што је довело до укључивања на мени. На крају је постао најпродаванији производ франшизе.
Још једна тврдња за проналазак чаја са мехурићима наводи да је настао у чајној соби Ханлин (翰林茶館) у Тајнану. Тврди се да је чај са мехурићима измишљен 1986. године када је власник чајџинице Ту Тсонг-он је био инспирисан белим куглицама тапиоке које је видео на локалној пијаци Ах-бо-лиау (鴨母寮, или Yāmǔliáo на мандаринском). Касније је направио чај користећи ове традиционалне тајванске грицкалице, што је резултирало оним што је познато као бисерни чај.
Гугл је 29. јануара 2023. промовисао чај са мехурићима истицањем Дудл логотипа на насловној страни претраживача.

## Популарност
Деведесетих година прошлог века, чај са мехурићима се проширио по целој источној и југоисточној Азији са све већом популарношћу. У регионима попут Хонг Конга, континенталне Кине, Јапана, Вијетнама и Сингапура, тренд чаја са мехурићима се брзо проширио међу младим људима. У неким популарним продавницама људи би стајали у реду више од тридесет минута да би добили шољу пића. Последњих година популарност чаја са мехурићима је превазишла сам напитак, пошто су љубитељи бобе измислили различите намирнице са укусом мехурића, укључујући сладолед, пицу, тост, суши и рамен.

### Тајван
На Тајвану, мехурић чај је постао не само пиће, већ трајна икона културе и историје хране за нацију. Током 2020. године, датум 30. април је званично проглашен националним даном чаја на Тајвану. Исте године, слика чаја са мехурићима је предложена као алтернативни дизајн корица за тајвански пасош. Према Ал Џазири, чај са мехурићима ај је постао синоним за Тајван и важан је симбол тајванског идентитета како у земљи тако и на међународном нивоу. Чај са мехурићима се користи за представљање Тајвана у контексту Milk Tea Alliance.

### Хонг Конг
Хонг Конг је познат по традиционалном чају од млека у Хонг Конгу, који се прави од куваног црног чаја и испареног млека. Док је чај са млеком одавно интегрисан у свакодневни живот људи, експанзија тајванских ланаца чаја са мехурићима, укључујући Т Tiger Sugar, Youiccha и Xing Fu Tang, у Хонг Конгу је створила нови талас популарности „боба чаја“.

### Кина
Откако је идеја додавања бисера тапиоке у чај са млеком уведена у Кину 1990-их, популарност чаја са мехурићима је порасла. У 2020. процењено је да је потрошња чаја са мехурићем била 5 пута већа од потрошње кафе последњих година. Према подацима  QianZhen Industry Research Institute, вредност тржишта напитака у вези са чајем у Кини достигла је 53,7 милијарди јуана (око 7,63 милијарде долара) у 2018.
У Кини је све већа опсесија младих људи чајем са мехурићима је обликовала њихов начин друштвене интеракције. Куповина некоме шољице чаја са мехурићима постао је нови начин неформалног захваљивања. Такође је омиљена тема међу пријатељима и на друштвеним мрежама.

### Јапан
Чај са мехурићима је први пут ушао у Јапан крајем 1990-их, али није оставио трајан утисак на јавним тржиштима. Тек 2010-их је тренд чаја са мехурићима коначно захватио Јапан. Продавнице из Тајвана, Кореје и Кине, као и локални брендови, почеле су да се појављују у градовима, а чај са мехурићима је од тада остао један од најпопуларнијих трендова. Чај са мехурићима постао је толико уобичајен међу тинејџерима да су тинејџерке у Јапану измислиле сленг за њега: тапиру (タヒる). Реч је скраћеница за испијање чаја од тапиоке на јапанском и освојила је прво место у истраживању „јапанског сленга за девојчице средње школе“ 2018. Тематски парк чаја са мехурићима био је отворен на ограничено време 2019. године у Харајуку у Токију.

### Сингапур
Многи у Сингапуру воле чај са мехурићима. Пиће се у Сингапуру продавало још 1992. године и постало је феноменално популарно међу младима 2001. године. Ово се убрзо завршило због интензивне конкуренције и ратова цена међу продавницама. Као резултат тога, већина продавница чаја са мехурићима је затворена и чај са мехурићем је изгубио своју популарност до 2003. Када су тајвански ланци као што су Koi и Gong Cha дошли у Сингапур 2007. и 2009. године, напитак је доживео само кратак пораст популарности. У 2018., интересовање за чај са мехурићима поново је порасло брзином без преседана у Сингапуру, пошто су нови брендови попут The Alley и Tiger Suga ушли на тржиште; друштвени медији су такође играли важну улогу у покретању тржишног бума чаја са мехурићима.

### САД
Током 1990-их, тајвански имигранти су почели да нуде чај са мехурићима у тајванске ресторане у Калифорнији. Неке од првих самосталних продавница чаја са мехурићима могу се пратити до ресторана у Аркадији, у јужној Калифорнији. У азијско-америчкој заједници, чај са мехурићима је опште познат под својим колоквијалним термином боба.
Како је пиће постало популарно у САД, постепено је постало више од пића, већ културни идентитет Американаца азијског порекла. Овај феномен су кинеско-америчка браћа Ендру и Дејвид Фунг назвали „боба живот“ у свом музичком споту „Bobalife“, објављеном 2013. Боба симболизује субкултуру којом би се азијски Американци као друштвене мањине могли дефинисати, а „боба живот“ је одраз њихове жеље за културним и политичким признањем. Такође се у омаловажавајућем контексту користи као термин боба либерал.
Други региони са великом концентрацијом ресторана са мехурић чајем у Сједињеним Државама су североисток и југозапад . Ово се огледа у ланцима чајџиница у стилу кафића који потичу из региона, као што су Boba Tea Company из Албукеркија, Нови Мексико, број 1 Boba Tea у Лас Вегасу, Невада, и Kung Fu Tea из Њујорка. Албукерки и Лас Вегас имају велику концентрацију ресторана боба чаја, јер је пиће популарно посебно међу Хиспано, Навахо, Пуебло и другим Индијанцима, Хиспаноамеричким и Латиноамеричким заједницама на југозападу.
Огромна криза ланца транспорта и снабдевања на западној обали САД, заједно са опструкцијом Суецког канала у марту 2021, изазвала је несташицу бисера тапиоке за продавнице чаја са мехурићима у САД и Канади. Већина тапиоке која се конзумира у САД увози се из Азије, пошто се критични састојак, скроб тапиоке, углавном узгаја у Азији.
ТикТок трендови и корејски талас такође су подстакли популарност чаја са мехурићима у Сједињеним Америчким Државама.

### Аустралија
Појединачне продавнице чаја са мехурићима почеле су да се појављују у Аустралији 1990-их. Ланци продавница су основани још 2002. године, када је франшиза Буббле Цуп отворила своју прву продавницу у Мелбурну. Иако је првобитно повезан са брзим растом имиграције из Азије и огромном кохортом терцијарних студената из Азије, у Мелбурну и Сиднеју чај са мехурићима постао је популаран у многим заједницама.

### Маурицијус
Прва продавница чаја са мехурићима на Маурицијусу отворена је крајем 2012. године, а од тада постоје продавнице са мехурићима у већини тржних центара на острву. Кафићи специјализовани за продају ове врсте чаја су постали популарно место за дружење тинејџера.

## Потенцијални здравствени проблеми
Забринутост у вези са чајем са мехурићима је његов висок садржај калорија, који се делимично приписује бисерима тапиоке са високим садржајем угљених хидрата који могу чинити до половине калорија у 500  ml напитка.